# Hugo Weidel
Pour les articles homonymes, voir Weidel.
Hugo Weidel (13 novembre 1849 - 7 juin 1899) est un chimiste autrichien connu pour avoir inventé la réaction de Weidel et décrit la structure du composé organique niacine. Pour ses réalisations, Weidel reçoit le prix Lieben en 1880.

## Biographie
Hugo Weidel est né à Vienne en 1849. Il étudie à l'Université technique de Vienne avec Heinrich Hlasiwetz. Il part ensuite à l'Université de Heidelberg, en Allemagne, et y obtient un doctorat en 1870. De retour à Vienne, Weidel devient assistant de Hlasiwetz en 1871. Pendant ce temps, il commence ses recherches sur les produits d'oxydation des alcaloïdes de la cinchonine et de la nicotine. Il devient chargé de cours à l'Université en 1874 et, après que Ludwig Barth von Barthenau soit devenu le président du département, Weidel peut intensifier ses recherches sur les alcaloïdes. Bien que l'oxydation de la nicotine soit déjà connue, Weidel est le premier à en isoler des quantités suffisamment importantes pour déterminer les propriétés du matériau. Ce travail lui vaut le prix Lieben en 1880. En 1886, Weidel devient professeur de chimie agricole à l'institut de pédologie de Vienne. La plupart de son temps là-bas est occupé à donner des cours et à former les étudiants. Après le départ à la retraite de von Barth en 1891, il retourne à son ancien institut et prend le poste de professeur titulaire. En 1890, Weidel devient membre de l'Académie autrichienne des sciences et en 1898, il reçoit la décoration de la couronne de fer de l'empereur d'Autriche. Sans aucun signe de maladie, il donne son cours le matin du 7 juin 1899, mais meurt au bout de quelques heures d'un problème cardiaque.